# Yusi
Youssef Enríquez Lekhedim (Madrid, España, 7 de octubre de 2005), más conocido como Yusi, es un futbolista hispanomarroquí que juega como lateral izquierdo en el Deportivo Alavés de la Primera División de España.

## Trayectoria
Nacido en Madrid, es un jugador formado en las categorías inferiores del San Fernando, Rayo Vallecano desde 2013 a 2015 y EF Moratalaz durante la temporada 2015-16 y Getafe CF en la temporada 2016-17.
En 2017, firma por el Real Madrid CF para incorporarse a su equipo infantil "B", donde iría quemando etapas en el conjunto merengue.
El 23 de diciembre de 2021, es blindado por el conjunto blanco por varias temporadas.
En la temporada 2022-23, forma parte de la plantilla del Real Madrid C. F. Juvenil "A", con el que disputa 6 partidos de la UEFA Youth League en los que anota un gol. Además, en la misma temporada lograría el triplete al ser campeón de los títulos de División de Honor, Copa del Rey Juvenil y Copa de Campeones.
En la temporada 2023-24, seguiría formando parte del Real Madrid C. F. Juvenil "A" y alternaría participaciones con el Real Madrid Castilla C. F. de la Primera Federación.

### Internacional
En enero de 2023, se convierte en internacional con la Selección de fútbol sub-18 de España, con la que participaría en tres partidos.
El 31 de agosto de 2023, es convocado por la Selección de fútbol sub-20 de Marruecos.

## Estadísticas

### Clubes
| Club                                | Div.          | Temporada     | Liga  | Liga  | Copas nacionales | Copas nacionales | Copas internacionales | Copas internacionales | Total | Total |
| Club                                | Div.          | Temporada     | Part. | Goles | Part.            | Goles            | Part.                 | Goles                 | Part. | Goles |
| ----------------------------------- | ------------- | ------------- | ----- | ----- | ---------------- | ---------------- | --------------------- | --------------------- | ----- | ----- |
| Real Madrid Castilla C. F. · España | 3.ª           | 2023-24       | 0     | 0     | ―                | ―                | ―                     | ―                     | 0     | 0     |
| Real Madrid Castilla C. F. · España | Total club    | Total club    | 0     | 0     | 0                | 0                | 0                     | 0                     | 0     | 0     |
| Total carrera                       | Total carrera | Total carrera | 0     | 0     | 0                | 0                | 0                     | 0                     | 0     | 0     |